# Sinfonia per archi n. 9 (Mendelssohn)
La Sinfonia n. 9 in Do Minore di Felix Mendelssohn, terminata il 12 marzo 1823, quando il compositore aveva quattordici anni, rientra nelle giovanili sinfonie per archi. Viene definita "Svizzera" poiché il giovane autore la scrisse sotto l'influsso del viaggio in Svizzera con i familiari, avvenuto fra il luglio e l'ottobre del 1822.
Mendelssohn poi donò la sinfonia all'amico violinista Eduard Rietz il Natale del 1823, aggiungendo indicazioni solistiche nella parte del primo violino appositamente per lui.
Il terzo movimento della sinfonia, che Mendelssohn intitolò "La Suisse", riecheggia deliberatamente la musica popolare svizzera. Come ebbe a dire lo stesso Mendelssohn in una lettera al maestro Zelter:
"Non si può negare che questo modo di cantare risuoni rauco e spiacevole se ascoltato in una stanza. Ma quando stai camminando in una valle e senti l'urlo di gioia del popolo svizzero per la loro regione risuonare per boschi e montagne, è veramente una cosa meravigliosa"

## Movimenti
- I - Grave. Allegro
- II - Andante
- III - Scherzo. Trio "La Suisse"
- IV - Allegro vivace

## Orchestra
La sinfonia è per orchestra d'archi, separata fra primi violini, secondi violini, prime viole, seconde viole, violoncelli e contrabbassi.